# Polderconstructie

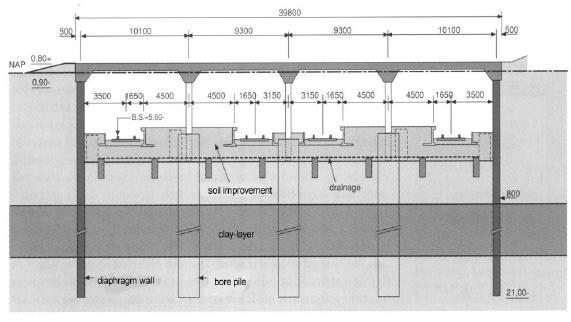
station Rijswijk, polderconstructie

Bij de aanleg van een ondergrondse constructie volgens de poldermethode wordt tijdens het bouwen van de tunnel een bouwput of bouwkuip gemaakt waarin de onderste, horizontale constructie in eerste instantie gevormd wordt door een natuurlijke waterdichte laag. Samen met de wanden, bijvoorbeeld diepwanden, combiwanden of damwanden, vormt deze onderlaag de uiteindelijke constructie. Deze methode is goed toe te passen in ondergrondse parkeergarages, kelders en diep liggende wegen.
Wel is het noodzakelijk altijd een drainagesysteem aan te leggen, omdat de grondlaag die als onderkant van de constructie gebruikt is nooit helemaal waterdicht is. 
Deze bouwmethode wordt het polderprincipe genoemd omdat er, net zoals in gewone polders een kunstmatig waterniveau gecreëerd wordt dat lager is dan het omringende grondwaterniveau.

## V-polder
De V-polder is een techniek die het vrij simpel maakt verdiepte infrastructuren aan te leggen als spoorlijnen of wegen. Damwanden worden onder een hoek ingeslagen die daarbij een V vormen. Om de V waterdicht te maken wordt op de ontmoetingsplaats van de twee schermen de bodem geïnjecteerd, zo ontstaat een gesloten driehoek waarin de grondwaterstand verlaagd kan worden zonder gevolgen voor de omgeving. 
Het is dus mogelijk om een verdiepte ligging droog te bereiken, voor eventueel lek of regenwater is een drainage vereist. Om opdrijven aan de hoogliggende eindes van de damwanden te voorkomen, worden ze aan de top afgespannen met Groutankers.
Deze techniek is overigens niet geschikt voor brede infrastructuur, zoals snelwegen. De damwanden moeten in een dergelijk geval zo diep ingeslagen wordt dat het financiële voordeel teniet wordt gedaan.

## U-polder
De U-polder is een methode die onder meer toegepast kan worden voor de verdiepte aanleg van wegen en spoorwegen bij het ontbreken van een waterdichte laag in de bodem. Ook kan het principe worden toegepast bij ondergrondse bouwwerken. Om het indringen van grondwater in de polder tegen te gaan wordt er een waterdichte folie als een U door de dwarsdoorsnede van de afgraving gelegd. Zo ontstaat een folieconstructie. De folie heeft geen constructieve functie, enkel een waterkerende functie.
Bij de aanleg worden er eerst grondkeringen aangebracht, waarna de grond tussen de wanden afgegraven wordt tot aan de aanlegdiepte van de folie, dit is hetzelfde als bij een bouwkuip. Omdat de polder nog niet afgesloten is blijft het grondwater binnen aanwezig, de grond wordt dus onderwater weg gegraven. Aan het eind van de afgraving is er een soort van kanaal gegraven gevuld met grondwater. Het is belangrijk dat er geen sliblaag ontstaat op de bodem van de bouwkuip, aangezien dit zeer negatieve effecten kan hebben op het verticale evenwicht van de bouwkuip. Indien er slib aanwezig is, moet dit zorgvuldig afgegraven worden.
Het materiaal dat wordt gebruikt voor de folie is veelal PVC-P folie van ongeveer 1 mm dikte. Dit materiaal is zwaarder dan water, dus zinkt uit zichzelf naar de bodem. De folie is soepel (lijkt op vijverfolie) waardoor het zich makkelijk laat vormen.
Voor het aanbrengen van de folie zijn twee mogelijkheden:
- met behulp van een ponton: de folie wordt hierop gelegd en langzaam afgezonken naar de bodem van de bouwkuip.
- met behulp van drijvers: drijvers zorgen dat de folie tijdelijk blijft drijven. De folie wordt uitgetrokken over de gehele bouwkuip (bijvoorbeeld door middel van een lier). Daarna worden de drijvers verwijderd, zodat de folie afzinkt.

Het is belangrijk dat er geen plooien en vouwen ontstaan in de folie, omdat dit gevolgen kan hebben voor het verticale evenwicht. Dit dient eventueel gecontroleerd te worden door een duiker.
Het water kan nu nog niet uit de bouwkuip gepompt worden, aangezien er nog geen verticaal evenwicht is. De folie heeft namelijk bijna geen gewicht en zal door de opwaartse kracht van het grondwater gaan opdrijven. Om dit te voorkomen, zal een zandaanvulling aangebracht moeten worden. De zandaanvulling zorgt voor neerwaartse kracht, die in evenwicht hoort te zijn met de opwaartse kracht van het grondwater. Zodra het verticale evenwicht is bereikt, kan het waterpeil binnen de bouwkuip kunstmatig worden verlaagd. Dit nieuwe kunstmatige waterpeil noemt men het polderpeil. Het polderpeil wordt in stand gehouden door middel van een drainagesysteem.
De bouwkuip is nu gereed voor de bouw van het eigenlijke bouwwerk. De folie heeft een permanente waterkerende functie. De grondkeringen kunnen zowel permanent als tijdelijk worden uitgevoerd. Indien de grondkeringen tijdelijk zijn, zal het eigenlijke bouwwerk (bijvoorbeeld een parkeergarage) de constructieve functie moeten overnemen.

## Nederlandse tunnels op deze wijze gebouwd
- Station Rijswijk
- Westelijke toerit Piet Heintunnel, Amsterdam
- Naviduct Krabbersgat, nabij Enkhuizen